# نادي إسبانيول تطوان
 إسبانيول تطوان  نادي رياضي مغربي من مدينة تطوان غير موجود حاليا، حيث أنه اندثر بعد استقلال شمال المغرب عن إسبانيا. أسس النادي عام 1931 من طرف بعض الإسبان في المدينة سابقا، وسمي النادي بإسبانيول تطوان وهي تعني بالعربية النادي الإسباني لتطوان.